# Rottum (Kamen)
Rottum ist ein ländlich geprägter Stadtteil der westfälischen Stadt Kamen im Kreis Unna. In sehr ruhiger Lage leben ca. 90 Menschen im Ort.

## Geographie

### Lage
Rottum liegt im Nordosten der Stadt Kamen in unmittelbarer Nähe des Kamener Kreuzes, wo die Bundesautobahnen A 1 und A 2 kreuzen.

### Nachbargemeinden
Rottum grenzte im Jahr 1967 im Uhrzeigersinn im Westen beginnend an die Gemeinden Overberge, Lerche, Nordbögge, Altenbögge-Bönen und Heeren-Werve sowie an die Stadt Kamen (alle damals im Kreis Unna).

## Geschichte
Rottum gehörte bei der Errichtung der Ämter in der preußischen Provinz Westfalen zum Amt Pelkum im Kreis Hamm. Anlässlich der Auskreisung der Stadt Hamm am 1. April 1901 wurde aus dem Kreis der Landkreis Hamm. Nach einer Gebietserweiterung im Jahr 1929 wurde dieser im Oktober 1930 in Kreis Unna umbenannt. Am 1. Januar 1968 wurden die bisherigen Gemeinden Derne, Heeren-Werve, Methler, Rottum und Südkamen mit der Stadt Kamen zusammengeschlossen.

## Einwohnerentwicklung
| Jahr | Einwohner |
| ---- | --------- |
| 1849 | 109       |
| 1910 | 113       |
| 1931 | 116       |
| 1956 | 119       |
| 1961 | 112       |
| 1967 | 120       |
| 1987 | 102       |
| 2013 | 088       |

## Verkehr
Durch Rottum führt die Kreisstraße K 42 nach Kamen, Nordbögge und Bönen.